# Transsignifikacja
Transsignifikacja (łac. "zmiana znaczenia") – współczesna teoria teologiczna starająca się wytłumaczyć tajemnicę Eucharystycznej obecności Chrystusa. Jej zwolennicy przyjmują, że podczas konsekracji zmienia się znaczenie chleba i wina. Zwolennikami tej teorii są G. O'Collins i E.G. Farrugia.
Zobacz też transfinalizacja.